# 路易絲·艾蕾諾爾 (霍恩洛厄-朗根堡)
路易絲·艾蕾諾爾（德語：Louise Eleonore，1763年8月11日—1837年4月30日），薩克森-邁寧根公爵夫人，霍恩洛厄-朗根堡親王克里斯蒂安·阿爾布雷希特的女兒。

## 家庭
1782年，路易絲·艾蕾諾爾和薩克森-邁寧根公爵格奧爾格一世結婚，兩人共有1子2女：
1. 阿德萊德（1792年—1849年）
2. 伊達（1794年—1852年）
3. 伯恩哈德（1800年—1882年）